# Бшарре
 Тази статия е за града в Ливан.  За района вижте Бшарре (район).  
Бшарре (на арабски: بشري) е град в Северен Ливан, мухафаза Север. Разположен е на 1400 m надморска височина. Населението му е около 20 000 души.
В древността на мястото на Бшарре съществува финикийско селище. През 7 век в района се заселват маронити, а съседната долина Кадиша се превръща в духовен център на Маронитската църква. Областта е едно от последните места в Ливан, където до началото на 19 век продължава да се говори арамейски език.
По време на Ливанската гражданска война (1975-1990) Бшарре е един от центровете на маронитските сили, а през 1986 роденият в града Самир Жажа оглавява движението Ливански сили.

## Личности
- Родени в Бшарре
  - Халил Джибран (1883-1931), писател
  - Самир Жажа (р. 1952), политик